# Departamento de Dungass
Dungass es un  departamento situado en la región de Zinder, de Níger. En diciembre de 2012 presentaba una población censada de 353 867 habitantes. Su chef-lieu es Dungass.
Fue creado en la reforma territorial de 2011 al separarse del departamento de Magaria. Se ubica en el sur de la región, junto a la frontera con Nigeria.

## Subdivisiones
Está formado por 4 comunas rurales, que se muestran asimismo con población de diciembre de 2012:
- Dogo-Dogo (65 544 habitantes)
- Dungass (127 757 habitantes)
- Gouchi (71 612 habitantes)
- Malawa (88 954 habitantes)